# Ajskaja
Ajskaja (ros. Айская; baszk. Әй, Äy) – wieś (dieriewnia) w Rosji, w rejonie saławatskim Baszkortostanu. W 2010 liczyła 207 mieszkańców.